# Historique du parcours européen du Bayer Leverkusen
 (3 décembre 2020).
Cet article présente les différentes campagnes européennes réalisées par le Bayer Leverkusen depuis 1986.
Depuis sa fondation en 1904, le Bayer Leverkusen a participé :
- 10 fois à la Ligue des champions (1 Finale, 1 Quart de finale, 6 Huitième de finale),
- 1 fois à la Coupe d'Europe des vainqueurs de Coupe (1 Quart de finale),
- 0 fois à la Supercoupe de l'UEFA
- 3 fois à la Ligue Europa (une finale en 2024)
- 11 fois à la Coupe UEFA (1 Titre, 1 Demi-finale, 2 Quarts de finale),
- 0 fois à la Coupe des villes de foires
- 1 fois à la Coupe Intertoto (1 Quart de finale).

## 1986-1987
Coupe UEFA :
|   | Tour                      | Club         | Aller | Total | Retour | Club             |   |
| - | ------------------------- | ------------ | ----- | ----- | ------ | ---------------- | - |
| 1 | Trente-deuxième de finale | Kalmar FF    | 1-4   | 1-7   | 0-3    | Bayer Leverkusen | 2 |
| 3 | Seizième de finale        | Dukla Prague | 0-0   | 1-1E  | 1-1    | Bayer Leverkusen | 4 |

## 1987-1988
Coupe UEFA :
|    | Tour                      | Club                | Aller | Total             | Retour | Club             |    |
| -- | ------------------------- | ------------------- | ----- | ----------------- | ------ | ---------------- | -- |
| 5  | Trente-deuxième de finale | Austria Vienne      | 0-0   | 1-5               | 1-5    | Bayer Leverkusen | 6  |
| 7  | Seizième de finale        | Toulouse FC         | 1-1   | 1-2               | 0-1    | Bayer Leverkusen | 8  |
| 9  | Hutitième de finale       | Feyenoord Rotterdam | 2-2   | 2-3               | 0-1    | Bayer Leverkusen | 10 |
| 11 | Quart de finale           | Bayer Leverkusen    | 0-0   | 1-0               | 1-0    | FC Barcelone     | 12 |
| 13 | Demi-finale               | Bayer Leverkusen    | 1-0   | 1-0               | 0-0    | Werder Brême     | 14 |
| 15 | Finale                    | Espanyol Barcelone  | 3-0   | 3-3 2-3 aux T.a.b | 0-3    | Bayer Leverkusen | 16 |

## 1988-1989
Coupe UEFA :
|    | Tour                      | Club             | Aller | Total | Retour | Club          |    |
| -- | ------------------------- | ---------------- | ----- | ----- | ------ | ------------- | -- |
| 17 | Trente-deuxième de finale | Bayer Leverkusen | 0-1   | 0-2   | 0-1    | CF Belenenses | 18 |

## 1990-1991
Coupe UEFA :
|    | Tour                      | Club             | Aller | Total | Retour  | Club             |    |
| -- | ------------------------- | ---------------- | ----- | ----- | ------- | ---------------- | -- |
| 19 | Trente-deuxième de finale | Bayer Leverkusen | 1-0   | 2-1   | 1-1a.p. | FC Twente        | 20 |
| 21 | Seizième de finale        | GKS Katowice     | 1-2   | 1-6   | 0-4     | Bayer Leverkusen | 22 |
| 23 | Hutitième de finale       | Brøndby IF       | 3-0   | 3-0   | 0-0     | Bayer Leverkusen | 24 |

## 1993-1994
Coupe d'Europe des vainqueurs de coupes :
|    | Tour               | Club             | Aller | Total | Retour | Club             |    |
| -- | ------------------ | ---------------- | ----- | ----- | ------ | ---------------- | -- |
| 25 | Seizième de finale | Bayer Leverkusen | 2-0   | 5-0   | 3-0    | FC Brno          | 26 |
| 27 | Huitième de finale | Panathinaïkos    | 1-4   | 3-5   | 2-1    | Bayer Leverkusen | 28 |
| 29 | Quart de finale    | Benfica Lisbonne | 1-1   | 5E-5  | 4-4    | Bayer Leverkusen | 30 |

## 1994-1995
Coupe UEFA :
|    | Tour                      | Club             | Aller | Total | Retour | Club             |    |
| -- | ------------------------- | ---------------- | ----- | ----- | ------ | ---------------- | -- |
| 31 | Trente-deuxième de finale | Bayer Leverkusen | 5-4   | 5-4   | 0-0    | PSV Eindhoven    | 32 |
| 33 | Seizième de finale        | Budapest Honvéd  | 0-2   | 0-7   | 0-5    | Bayer Leverkusen | 34 |
| 35 | Hutitième de finale       | GKS Katowice     | 1-4   | 1-8   | 0-4    | Bayer Leverkusen | 36 |
| 37 | Quart de finale           | Bayer Leverkusen | 5-1   | 5-1   | 0-0    | FC Nantes        | 38 |
| 39 | Demi-finale               | Bayer Leverkusen | 1-2   | 1-5   | 0-3    | Parme FC         | 40 |

## 1995-1996
Coupe Intertoto :
|  | Tour                           | Club                | Aller | Total         | Retour | Club                   |  |
|  | ------------------------------ | ------------------- | ----- | ------------- | ------ | ---------------------- |  |
|  | Phase de poules, groupe 7 : J2 | Bayer Leverkusen    | 1-0   |               |        | OFI Crète              |  |
|  | Phase de poules, groupe 7 : J3 | JK Tervis Pärnu     | 1-6   |               |        | Bayer Leverkusen       |  |
|  | Phase de poules, groupe 7 : J4 | Bayer Leverkusen    | 3-0   |               |        | FK Budućnost Podgorica |  |
|  | Phase de poules, groupe 7 : J5 | Nea Salamina        | 0-2   |               |        | Bayer Leverkusen       |  |
|  | Huitième de finale             | Bayer Leverkusen    |       | 5-2           |        | OB Odense              |  |
|  | Quart de finale                | FC Wacker Innsbruck |       | 2-2 aux T.a.b |        | Bayer Leverkusen       |  |

## 1997-1998
Ligue des champions :
|    | Tour                              | Club              | Aller | Total | Retour | Club             |    |
| -- | --------------------------------- | ----------------- | ----- | ----- | ------ | ---------------- | -- |
| 41 | Tour de qualification             | Bayer Leverkusen  | 6-1   | 6-2   | 0-1    | Dinamo Tbilissi  | 42 |
| 43 | Phase de poules, groupe F : J1/J5 | Bayer Leverkusen  | 1-0   |       | 2-0    | Lierse SK        | 47 |
| 44 | Phase de poules, groupe F : J2/J6 | AS Monaco         | 4-0   |       | 0-0    | Bayer Leverkusen | 48 |
| 45 | Phase de poules, groupe F : J3/J4 | Sporting Portugal | 0-2   |       | 1-4    | Bayer Leverkusen | 46 |
| 49 | Quart de finale                   | Bayer Leverkusen  | 1-1   | 1-4   | 0-3    | Real Madrid      | 50 |

## 1998-1999
Coupe UEFA :
|    | Tour                      | Club             | Aller | Total | Retour | Club             |    |
| -- | ------------------------- | ---------------- | ----- | ----- | ------ | ---------------- | -- |
| 51 | Trente-deuxième de finale | Udinese Calcio   | 1-1   | 1-2   | 0-1    | Bayer Leverkusen | 52 |
| 53 | Seizième de finale        | Bayer Leverkusen | 1-2   | 2-3   | 1-1    | Glasgow Rangers  | 54 |

## 1999-2000
Ligue des champions :
|    | Tour                              | Club             | Aller | Total | Retour | Club             |    |
| -- | --------------------------------- | ---------------- | ----- | ----- | ------ | ---------------- | -- |
| 55 | Phase de poules, groupe A : J1/J5 | Bayer Leverkusen | 1-1   |       | 1-1    | Lazio Rome       | 59 |
| 56 | Phase de poules, groupe A : J2/J6 | NK Maribor       | 0-2   |       | 0-0    | Bayer Leverkusen | 60 |
| 57 | Phase de poules, groupe A : J3/J4 | Dynamo Kiev      | 1-1   |       | 2-4    | Bayer Leverkusen | 58 |

Coupe UEFA :
|    | Tour               | Club           | Aller | Total | Retour | Club             |    |
| -- | ------------------ | -------------- | ----- | ----- | ------ | ---------------- | -- |
| 61 | Seizième de finale | Udinese Calcio | 0-1   | 2E-2  | 2-1    | Bayer Leverkusen | 62 |

## 2000-2001
Ligue des champions :
|    | Tour                              | Club             | Aller | Total | Retour | Club              |    |
| -- | --------------------------------- | ---------------- | ----- | ----- | ------ | ----------------- | -- |
| 63 | Phase de poules, groupe A : J1/J5 | Spartak Moscou   | 2-0   |       | 0-1    | Bayer Leverkusen  | 67 |
| 64 | Phase de poules, groupe A : J2/J6 | Bayer Leverkusen | 3-2   |       | 0-0    | Sporting Portugal | 68 |
| 65 | Phase de poules, groupe A : J3/J4 | Bayer Leverkusen | 2-3   |       | 3-5    | Real Madrid       | 66 |

Coupe UEFA :
|    | Tour               | Club             | Aller | Total | Retour | Club        |    |
| -- | ------------------ | ---------------- | ----- | ----- | ------ | ----------- | -- |
| 69 | Seizième de finale | Bayer Leverkusen | 4-4   | 4-6   | 0-2    | AEK Athènes | 70 |

## 2001-2002
Ligue des champions :
|    | Tour                                       | Club                     | Aller | Total | Retour | Club                 |    |
| -- | ------------------------------------------ | ------------------------ | ----- | ----- | ------ | -------------------- | -- |
| 71 | Troisième tour de qualification            | Étoile rouge de Belgrade | 0-0   | 0-3   | 0-3    | Bayer Leverkusen     | 72 |
| 73 | Première phase de poules, groupe F : J1/J6 | Olympique lyonnais       | 0-1   |       | 4-2    | Bayer Leverkusen     | 78 |
| 74 | Première phase de poules, groupe F : J2/J4 | Bayer Leverkusen         | 2-1   |       | 1-2    | FC Barcelone         | 76 |
| 75 | Première phase de poules, groupe F : J3/J5 | Bayer Leverkusen         | 2-1   |       | 2-1    | Fenerbahçe           | 77 |
| 79 | Deuxième phase de poules, groupe D : J1/J6 | Juventus Turin           | 4-0   |       | 1-3    | Bayer Leverkusen     | 83 |
| 80 | Deuxième phase de poules, groupe D : J2/J4 | Bayer Leverkusen         | 3-0   |       | 3-1    | Deportivo La Corogne | 84 |
| 81 | Deuxième phase de poules, groupe D : J3/J5 | Bayer Leverkusen         | 1-1   |       | 1-4    | Arsenal              | 82 |
| 85 | Quart de finale                            | Liverpool                | 1-0   | 3-4   | 2-4    | Bayer Leverkusen     | 86 |
| 87 | Demi-finale                                | Manchester United        | 2-2   | 3-3E  | 1-1    | Bayer Leverkusen     | 88 |
| 89 | Finale                                     | Real Madrid              |       | 2-1   |        | Bayer Leverkusen     |    |

## 2002-2003
Ligue des champions :
|    | Tour                                       | Club             | Aller | Total | Retour | Club              |     |
| -- | ------------------------------------------ | ---------------- | ----- | ----- | ------ | ----------------- | --- |
| 90 | Première phase de poules, groupe F : J1/J5 | Olympiakos       | 6-2   |       | 0-2    | Bayer Leverkusen  | 94  |
| 91 | Première phase de poules, groupe F : J2/J6 | Bayer Leverkusen | 1-2   |       | 0-2    | Manchester United | 95  |
| 92 | Première phase de poules, groupe F : J3/J4 | Maccabi Haïfa    | 0-2   |       | 1-2    | Bayer Leverkusen  | 93  |
| 96 | Deuxième phase de poules, groupe A : J1/J5 | FC Barcelone     | 2-0   |       | 2-1    | Bayer Leverkusen  | 100 |
| 97 | Deuxième phase de poules, groupe A : J2/J6 | Inter Milan      | 3-2   |       | 2-0    | Bayer Leverkusen  | 101 |
| 98 | Deuxième phase de poules, groupe A : J3/J4 | Bayer Leverkusen | 1-3   |       | 1-3    | Newcastle United  | 99  |

## 2004-2005
Ligue des champions :
|     | Tour                              | Club             | Aller | Total | Retour | Club             |     |
| --- | --------------------------------- | ---------------- | ----- | ----- | ------ | ---------------- | --- |
| 102 | Troisième tour de qualification   | Bayer Leverkusen | 5-0   | 6-2   | 1-2    | Baník Ostrava    | 103 |
| 104 | Phase de poules, groupe B : J1/J5 | Bayer Leverkusen | 3-0   |       | 1-1    | Real Madrid      | 108 |
| 105 | Phase de poules, groupe B : J2/J6 | Dynamo Kiev      | 4-2   |       | 0-3    | Bayer Leverkusen | 109 |
| 106 | Phase de poules, groupe B : J3/J4 | Bayer Leverkusen | 3-1   |       | 1-1    | AS Rome          | 107 |
| 110 | Huitième de finale                | Liverpool        | 3-1   | 6-2   | 3-1    | Bayer Leverkusen | 111 |

## 2005-2006
Ligue des champions :
|     | Tour         | Club             | Aller | Total | Retour | Club       |     |
| --- | ------------ | ---------------- | ----- | ----- | ------ | ---------- | --- |
| 112 | Premier tour | Bayer Leverkusen | 0-1   | 0-2   | 0-1    | CSKA Sofia | 113 |

## 2006-2007
Coupe UEFA :
|     | Tour                           | Club             | Aller | Total | Retour | Club              |     |
| --- | ------------------------------ | ---------------- | ----- | ----- | ------ | ----------------- | --- |
| 114 | Premier tour                   | FC Sion          | 0-0   | 1-3   | 1-3    | Bayer Leverkusen  | 115 |
| 116 | Phase de poules, groupe B : J1 | FC Bruges        | 1-1   |       |        | Bayer Leverkusen  |     |
| 117 | Phase de poules, groupe B : J3 | Bayer Leverkusen | 0-1'  |       |        | Tottenham Hotspur |     |
| 118 | Phase de poules, groupe B : J4 | Dinamo Bucarest  | 2-1   |       |        | Bayer Leverkusen  |     |
| 119 | Phase de poules, groupe B : J5 | Bayer Leverkusen | 2-1   |       |        | Beşiktaş          |     |
| 120 | Seizième de finale             | Bayer Leverkusen | 3-2   | 3-2   | 0-0    | Blackburn Rovers  | 121 |
| 122 | Huitième de finale             | RC Lens          | 2-1   | 2-4   | 0-3    | Bayer Leverkusen  | 123 |
| 124 | Quart de finale                | Bayer Leverkusen | 0-3   | 0-4   | 0-1    | Osasuna Pampelune | 125 |

## 2007-2008
Coupe UEFA :
|     | Tour                           | Club             | Aller | Total | Retour | Club                  |     |
| --- | ------------------------------ | ---------------- | ----- | ----- | ------ | --------------------- | --- |
| 126 | Premier tour                   | Bayer Leverkusen | 3-1   | 5-4   | 2-3    | União Leiria          | 127 |
| 128 | Phase de poules, groupe E : J1 | Bayer Leverkusen | 1-0   |       |        | Toulouse FC           |     |
| 129 | Phase de poules, groupe E : J2 | Spartak Moscou   | 2-1   |       |        | Bayer Leverkusen      |     |
| 130 | Phase de poules, groupe E : J4 | Bayer Leverkusen | 1-0   |       |        | Sparta Prague         |     |
| 131 | Phase de poules, groupe E : J5 | FC Zurich        | 0-5   |       |        | Bayer Leverkusen      |     |
| 132 | Seizième de finale             | Galatasaray      | 0-0   | 1-5   | 1-5    | Bayer Leverkusen      | 133 |
| 134 | Huitième de finale             | Bayer Leverkusen | 1-0   | 3E-3  | 2-3    | Hambourg SV           | 135 |
| 136 | Quart de finale                | Bayer Leverkusen | 1-4   | 2-4   | 1-0    | Zénith St-Pétersbourg | 137 |

## 2010-2011
Ligue Europa :
|     | Tour                              | Club             | Aller | Total | Retour | Club             |     |
| --- | --------------------------------- | ---------------- | ----- | ----- | ------ | ---------------- | --- |
| 138 | Barrages                          | Bayer Leverkusen | 3-1   | 5-4   | 2-3    | União Leiria     | 139 |
| 140 | Phase de poules, groupe B : J1/J5 | Bayer Leverkusen | 4-0   |       | 1-0    | Rosenborg BK     | 144 |
| 141 | Phase de poules, groupe B : J2/J6 | Atlético Madrid  | 1-1   |       | 1-1    | Bayer Leverkusen | 145 |
| 142 | Phase de poules, groupe B : J3/J4 | Aris FC          | 0-0   |       | 0-1    | Bayer Leverkusen | 143 |
| 146 | Seizième de finale                | Metalist Kharkiv | 0-4   | 0-6   | 0-2    | Bayer Leverkusen | 147 |
| 148 | Huitième de finale                | Bayer Leverkusen | 2-3   | 3-5   | 1-2    | Villarreal CF    | 149 |

## 2011-2012
Ligue des champions :
|     | Tour                              | Club             | Aller | Total | Retour | Club             |     |
| --- | --------------------------------- | ---------------- | ----- | ----- | ------ | ---------------- | --- |
| 150 | Phase de poules, groupe E : J1/J5 | Chelsea          | 2-0   |       | 1-2    | Bayer Leverkusen | 154 |
| 151 | Phase de poules, groupe E : J2/J6 | Bayer Leverkusen | 2-0   |       | 1-1    | KRC Genk         | 155 |
| 152 | Phase de poules, groupe E : J3/J4 | Bayer Leverkusen | 2-1   |       | 1-3    | Valence          | 153 |
| 156 | Huitième de finale                | Bayer Leverkusen | 1-3   | 2-10  | 1-7    | FC Barcelone     | 157 |

## 2012-2013
Ligue Europa :
|     | Tour                              | Club             | Aller | Total | Retour | Club             |     |
| --- | --------------------------------- | ---------------- | ----- | ----- | ------ | ---------------- | --- |
| 158 | Phase de poules, groupe K : J1/J5 | Bayer Leverkusen | 0-0   |       | 0-2    | Metalist Kharkiv | 162 |
| 159 | Phase de poules, groupe K : J2/J6 | Rosenborg BK     | 0-1   |       | 0-1    | Bayer Leverkusen | 163 |
| 160 | Phase de poules, groupe K : J3/J4 | Rapid Vienne     | 0-4   |       | 0-3    | Bayer Leverkusen | 161 |
| 164 | Seizième de finale                | Bayer Leverkusen | 0-1   | 1-3   | 1-2    | Benfica Lisbonne | 165 |

## 2013-2014
Ligue des champions :
|     | Tour                              | Club              | Aller | Total | Retour | Club             |     |
| --- | --------------------------------- | ----------------- | ----- | ----- | ------ | ---------------- | --- |
| 166 | Phase de poules, groupe A : J1/J5 | Manchester United | 4-2   |       | 5-0    | Bayer Leverkusen | 170 |
| 167 | Phase de poules, groupe A : J2/J6 | Bayer Leverkusen  | 2-1   |       | 1-0    | Real Sociedad    | 171 |
| 168 | Phase de poules, groupe A : J3/J4 | Bayer Leverkusen  | 4-0   |       | 0-0    | Chakhtar Donetsk | 169 |
| 172 | Huitième de finale                | Bayer Leverkusen  | 0-4   | 1-6   | 1-2    | Paris SG         | 173 |

## 2014-2015
Ligue des champions :
|     | Tour                              | Club             | Aller | Total        | Retour | Club                     |     |
| --- | --------------------------------- | ---------------- | ----- | ------------ | ------ | ------------------------ | --- |
| 174 | Barrages                          | FC Copenhague    | 2-3   | 2-7          | 0-4    | Bayer Leverkusen         | 175 |
| 176 | Phase de poules, groupe C : J1/J5 | AS Monaco        | 1-0   |              | 1-0    | Bayer Leverkusen         | 180 |
| 177 | Phase de poules, groupe C : J2/J6 | Bayer Leverkusen | 3-1   |              | 0-0    | Benfica Lisbonne         | 181 |
| 178 | Phase de poules, groupe C : J3/J4 | Bayer Leverkusen | 2-0   |              | 2-1    | Zenith Saint-Petersbourg | 179 |
| 182 | Huitième de finale                | Bayer Leverkusen | 1-0   | 1-1 2 - 3tab | 0-1    | Atlético Madrid          | 183 |

## 2015-2016
Ligue des champions :
|     | Tour                              | Club             | Aller | Total | Retour | Club             |     |
| --- | --------------------------------- | ---------------- | ----- | ----- | ------ | ---------------- | --- |
| 184 | Barrages                          | Lazio Rome       | 1-0   | 1-3   | 0-3    | Bayer Leverkusen | 185 |
| 186 | Phase de poules, groupe E : J1/J5 | Bayer Leverkusen | 4-1   |       | 1-1    | BATE Borisov     | 190 |
| 187 | Phase de poules, groupe E : J2/J6 | FC Barcelone     | 2-1   |       | 1-1    | Bayer Leverkusen | 191 |
| 188 | Phase de poules, groupe E : J3/J4 | Bayer Leverkusen | 4-4   |       | 2-3    | AS Rome          | 189 |

Ligue Europa :
|     | Tour                | Club              | Aller | Total | Retour | Club             |     |
| --- | ------------------- | ----------------- | ----- | ----- | ------ | ---------------- | --- |
| 192 | Seizièmes de finale | Sporting Portugal | 0-1   | 1-4   | 1-3    | Bayer Leverkusen | 193 |
| 194 | Seizièmes de finale | Villarreal CF     | 2-0   | 2-1   | 0-0    | Bayer Leverkusen | 195 |

## 2016-2017
Ligue des champions :
|     | Tour                              | Club             | Aller | Total | Retour | Club              |     |
| --- | --------------------------------- | ---------------- | ----- | ----- | ------ | ----------------- | --- |
| 196 | Phase de poules, groupe E : J1/J5 | Bayer Leverkusen | 2-2   |       | 1-1    | CSKA Moscou       | 200 |
| 197 | Phase de poules, groupe E : J2/J6 | AS Monaco        | 1-1   |       | 0-3    | Bayer Leverkusen  | 201 |
| 198 | Phase de poules, groupe E : J3/J4 | Bayer Leverkusen | 0-0   |       | 1-0    | Tottenham Hotspur | 199 |
| 202 | Huitième de finale                | Bayer Leverkusen | 2-4   | 2-4   | 0-0    | Atlético Madrid   | 203 |

## 2018-2019
Ligue Europa :
|     | Tour                              | Club               | Aller | Total | Retour | Club             |     |
| --- | --------------------------------- | ------------------ | ----- | ----- | ------ | ---------------- | --- |
| 204 | Phase de poules, groupe A : J1/J5 | Ludogorets Razgrad | 2-3   |       | 1-1    | Bayer Leverkusen | 208 |
| 205 | Phase de poules, groupe A : J2/J6 | Bayer Leverkusen   | 4-2   |       | 5-1    | AEK Larnaca      | 209 |
| 206 | Phase de poules, groupe A : J3/J4 | FC Zurich          | 3-2   |       | 0-1    | Bayer Leverkusen | 207 |
| 210 | Seizièmes de finale               | FK Krasnodar       | 0-0   | 1E-1  | 1-1    | Bayer Leverkusen | 211 |

## 2019-2020
Ligue des champions :
|     | Tour                              | Club             | Aller | Total | Retour | Club             |     |
| --- | --------------------------------- | ---------------- | ----- | ----- | ------ | ---------------- | --- |
| 212 | Phase de poules, groupe D : J1/J5 | Bayer Leverkusen | 1-2   |       | 2-0    | Lokomotiv Moscou | 216 |
| 213 | Phase de poules, groupe D : J2/J6 | Juventus Turin   | 3-0   |       | 2-0    | Bayer Leverkusen | 217 |
| 214 | Phase de poules, groupe D : J3/J4 | Atlético Madrid  | 1-0   |       | 1-2    | Bayer Leverkusen | 215 |

Ligue Europa :
|     | Tour                | Club             | Aller | Total | Retour | Club             |     |
| --- | ------------------- | ---------------- | ----- | ----- | ------ | ---------------- | --- |
| 218 | Seizièmes de finale | Bayer Leverkusen | 2-1   | 5-2   | 3-1    | FC Porto         | 219 |
| 220 | Huitièmes de finale | Glasgow Rangers  | 1-3   | 1-4   | 0-1    | Bayer Leverkusen | 221 |
| 222 | Quarts de finale    | Inter Milan      |       | 2-1   |        | Bayer Leverkusen |     |

## 2020-2021
Ligue Europa :
|     | Tour                              | Club              | Aller | Total | Retour | Club             |     |
| --- | --------------------------------- | ----------------- | ----- | ----- | ------ | ---------------- | --- |
| 223 | Phase de poules, groupe C : J1/J5 | Bayer Leverkusen  | 6-2   |       | 3-2    | OGC Nice         | 227 |
| 224 | Phase de poules, groupe C : J2/J6 | Slavia Prague     | 1-0   |       | 0-4    | Bayer Leverkusen | 228 |
| 225 | Phase de poules, groupe C : J3/J4 | Hapoël Beer-Sheva | 2-4   |       | 1-4    | Bayer Leverkusen | 226 |
| 229 | Seizièmes de finale               | BSC Young Boys    | 4-3   | 6-3   | 2-0    | Bayer Leverkusen | 230 |

## 2021-2022
Ligue Europa :
|     | Tour                              | Club             | Aller | Total | Retour | Club             |     |
| --- | --------------------------------- | ---------------- | ----- | ----- | ------ | ---------------- | --- |
| 231 | Phase de poules, groupe G : J1/J6 | Bayer Leverkusen | 2-1   |       | 0-1    | Ferencváros TC   | 236 |
| 232 | Phase de poules, groupe G : J2/J5 | Celtic Glasgow   | 0-4   |       | 2-3    | Bayer Leverkusen | 235 |
| 233 | Phase de poules, groupe G : J3/J4 | Betis Séville    | 1-1   |       | 0-4    | Bayer Leverkusen | 234 |
| 237 | Huitièmes de finale               | Atalanta Bergame | 3-2   | 4-2   | 1-0    | Bayer Leverkusen | 238 |

## 2022-2023
Ligue des champions :
|     | Tour                              | Club             | Aller | Total | Retour | Club             |     |
| --- | --------------------------------- | ---------------- | ----- | ----- | ------ | ---------------- | --- |
| 239 | Phase de poules, groupe B : J1/J6 | Club Bruges      | 1-0   |       | 0-0    | Bayer Leverkusen | 244 |
| 240 | Phase de poules, groupe B : J2/J5 | Bayer Leverkusen | 2-0   |       | 2-2    | Atlético Madrid  | 243 |
| 241 | Phase de poules, groupe B : J3/J4 | FC Porto         | 2-0   |       | 3-0    | Bayer Leverkusen | 242 |

Ligue Europa :
|     | Tour                | Club             | Aller | Total             | Retour | Club                 |     |
| --- | ------------------- | ---------------- | ----- | ----------------- | ------ | -------------------- | --- |
| 245 | Barrages            | Bayer Leverkusen | 2-3   | 5-5 5-3 aux T.a.b | 3-2    | AS Monaco            | 246 |
| 247 | Huitièmes de finale | Bayer Leverkusen | 2-0   | 4-0               | 2-0    | Ferencváros TC       | 248 |
| 249 | Quarts de finale    | Bayer Leverkusen | 1-1   | 5-2               | 5-1    | Union saint-gilloise | 250 |
| 251 | Demi-finales        | AS Rome          | 1-0   | 1-0               | 0-0    | Bayer Leverkusen     | 252 |

## 2023-2024
Ligue Europa :
|     | Tour                              | Club             | Aller | Total | Retour | Club             |     |
| --- | --------------------------------- | ---------------- | ----- | ----- | ------ | ---------------- | --- |
| 253 | Phase de poules, groupe H : J1/J5 | Bayer Leverkusen | 4-0   |       | 2-0    | BK Häcken        | 257 |
| 254 | Phase de poules, groupe H : J2/J6 | Molde FK         | 1-2   |       | 1-5    | Bayer Leverkusen | 258 |
| 255 | Phase de poules, groupe H : J3/J4 | Bayer Leverkusen | 5-1   |       | 1-0    | Qarabağ FK       | 256 |
| 259 | Huitièmes de finale               | Qarabağ FK       | 2-2   | 4-5   | 2-3    | Bayer Leverkusen | 260 |
| 261 | Quarts de finale                  | Bayer Leverkusen | 2-0   | 3-1   | 1-0    | West Ham United  | 262 |
| 263 | Demi-finales                      | AS Rome          | 0-2   | 2-4   | 2-2    | Bayer Leverkusen | 264 |
| 265 | Finale                            | Atalanta Bergame |       | 3-0   |        | Bayer Leverkusen |     |

## 2024-2025
UEFA Champions League (Qualifié en tant que champion de la Bundesliga 2023-2024)
|     | Match | Club                | Total | Club             |
| --- | ----- | ------------------- | ----- | ---------------- |
| 266 | 1/8   | Feyenoord Rotterdam | 0-4   | Bayer Leverkusen |
| 267 | 2/8   | Bayer Leverkusen    | 1-0   | A.C. Milan       |
| 268 | 3/8   | Stade Brestois 29   | 1-1   | Bayer Leverkusen |
| 269 | 4/8   | Liverpool           | 4-0   | Bayer Leverkusen |
| 270 | 5/8   | Bayer Leverkusen    | 5-0   | RB Salzburg      |
| 271 | 6/8   | Bayer Leverkusen    | 1-0   | Inter Milan      |
| 272 | 7/8   | Atlético Madrid     | 2-1   | Bayer Leverkusen |
| 273 | 8/8   | Bayer Leverkusen    | 2-0   | Sparta Praha     |

Son classement après les 8 matchs (sixième avec 16 points) qualifie directement le club pour les huitièmes de finale.
|     | Tour                | Club          | Aller | Total | Retour | Club             |     |
| --- | ------------------- | ------------- | ----- | ----- | ------ | ---------------- | --- |
| 274 | Huitièmes de finale | Bayern Munich | 3-0   | 5-0   | 2-0    | Bayer Leverkusen | 275 |

Bilan de la campagne 2024-2025 : 10 joués, 5 victoires, 1 nul, 4 défaites, 15 buts marqués, 12 buts encaissés

## Bilan
'Mise à jour après le match Atlético Madrid-Bayer Leverkusen (le 30 septembre 2010 à Madrid).
- 141 matches en Coupe d'Europe (C1, C2, C3), 147 avec la Coupe Intertoto.

| Coupe                                  | Matchs Joués | Victoires | Nuls | Défaites | Buts marqués | Buts encaissés |
| Ligue des champions                    | 65           | 26        | 13   | 26       | 103          | 100            |
| Coupe d'Europe des vainqueurs de Coupe | 6            | 3         | 2    | 1        | 15           | 8              |
| Ligue Europa                           | 4            | 2         | 1    | 1        | 10           | 5              |
| Supercoupe de l'UEFA                   | 0            | 0         | 0    | 0        | 0            | 0              |
| Coupe UEFA                             | 66           | 30        | 17   | 19       | 104          | 67             |
| Coupe des villes de foires             | 0            | 0         | 0    | 0        | 0            | 0              |
| Coupe Intertoto                        | 6            | 5         | 1    | 0        | 19           | 5              |
| TOTAL                                  | 141          | 61        | 33   | 47       | 232          | 180            |
| TOTAL 2*                               | 147          | 66        | 34   | 47       | 251          | 185            |

* Total 2 en incluant la Coupe Intertoto.

### Adversaires européens
- Bayern Munich
- Werder Brême
- Hambourg SV
- Arsenal
- Blackburn Rovers
- Chelsea
- Liverpool
- Manchester United
- Newcastle United
- Tottenham Hotspur
- West Ham United
- FC Wacker Innsbruck
- Austria Vienne
- Rapid Vienne
- RB Salzburg
- Qarabağ FK
- BATE Borisov
- Club Bruges
- KRC Genk
- Lierse SK
- Union saint-gilloise
- Ludogorets Razgrad
- CSKA Sofia
- AEK Larnaca
- Nea Salamina
- Brøndby IF
- FC Copenhague
- OB Odense
- Celtic Glasgow
- Glasgow Rangers
- Espanyol Barcelone
- FC Barcelone
- Deportivo La Corogne
- Atlético Madrid
- Real Madrid
- Osasuna Pampelune
- Betis Séville
- Real Sociedad
- Valence CF
- Villarreal CF
- JK Tervis Pärnu
- Stade Brestois 29
- RC Lens
- Olympique lyonnais
- AS Monaco
- FC Nantes
- OGC Nice
- Paris SG
- Toulouse FC
- Dinamo Tbilissi
- AEK Athènes
- OFI Crète
- Olympiakos
- Panathinaïkos
- Aris FC
- Budapest Honvéd
- Ferencváros TC
- Hapoël Beer-Sheva
- Maccabi Haïfa
- Atalanta Bergame
- AC Milan
- Inter Milan
- Parme FC
- AS Rome
- Lazio Rome
- Juventus Turin
- Udinese Calcio
- FK Budućnost Podgorica
- Molde FK
- Rosenborg BK
- PSV Eindhoven
- Feyenoord Rotterdam
- FC Twente
- GKS Katowice
- CF Belenenses
- União Leiria
- Benfica Lisbonne
- FC Porto
- Sporting Portugal
- Dinamo Bucarest
- FK Krasnodar
- CSKA Moscou
- Lokomotiv Moscou
- Spartak Moscou
- Zénith St-Pétersbourg
- Étoile rouge de Belgrade
- NK Maribor
- BK Häcken
- Kalmar FF
- BSC Young Boys
- FC Sion
- FC Zurich
- FC Brno
- Baník Ostrava
- Dukla Prague
- Slavia Prague
- Sparta Prague
- Beşiktaş
- Fenerbahçe
- Galatasaray
- Chakhtar Donetsk
- Metalist Kharkiv
- Dynamo Kiev